# Административно деление на Гърция
Гърция е съставена от 13 области, които се разделят на 325 деми (общини). Над нивото на областите има 7 децентрализирани администрации и 4 статистически региона, а между нивата на областите и общините - 74 областни единици. Демовете се подразделят на демови единици.
От системата на административно деление е изключена Автономната монашеска държава Атон, която има специален административен статут.
Сегашното административно деление на Гърция е резултат от мащабна реформа, реализирана с Плана „Каликратис“. До 1 януари 2011 година страната се разделя на 13 области, 51 окръга (номи) и над 1000 деми и кинотита (селски общини), както и 3 супернома (обединения от няколко нома). До 2006 година между дема и нома съществува и епархията (околия).